# جزیره دودی
جزیرهٔ دودی (به انگلیسی: Dodi Island) یک جزیره در غنا است که در ۵ کیلومتر (۳ مایل دریایی؛ ۳ مایل) در نزدیکی ساحل دریاچه ولتا قرار دارد. این جزیره یک جاذبهٔ گردشگری محسوب می‌شود.

## نگارخانه

گردشگری در جزیرهٔ دودی
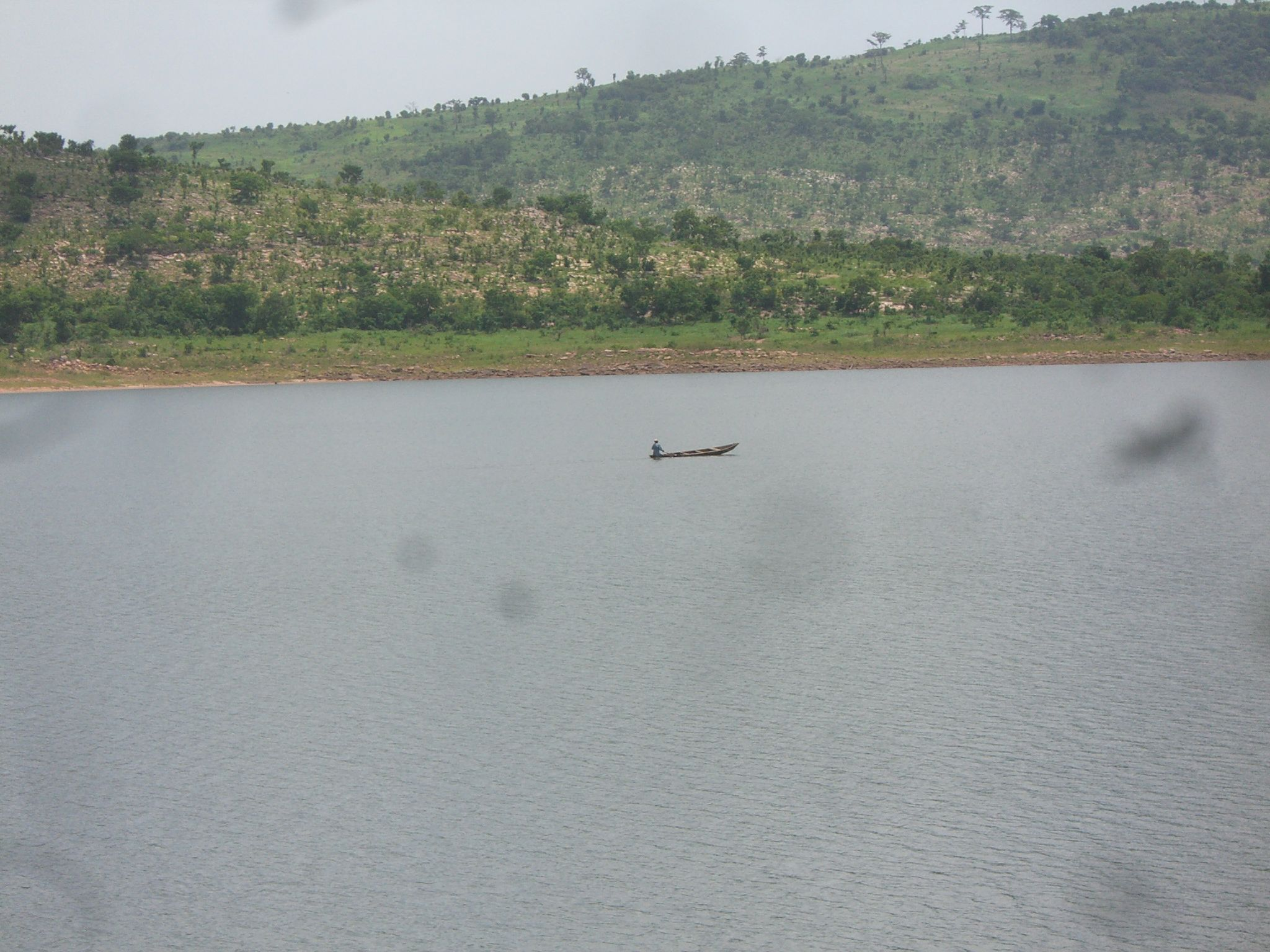
ساحل صخره‌ای جزیرهٔ دودی.
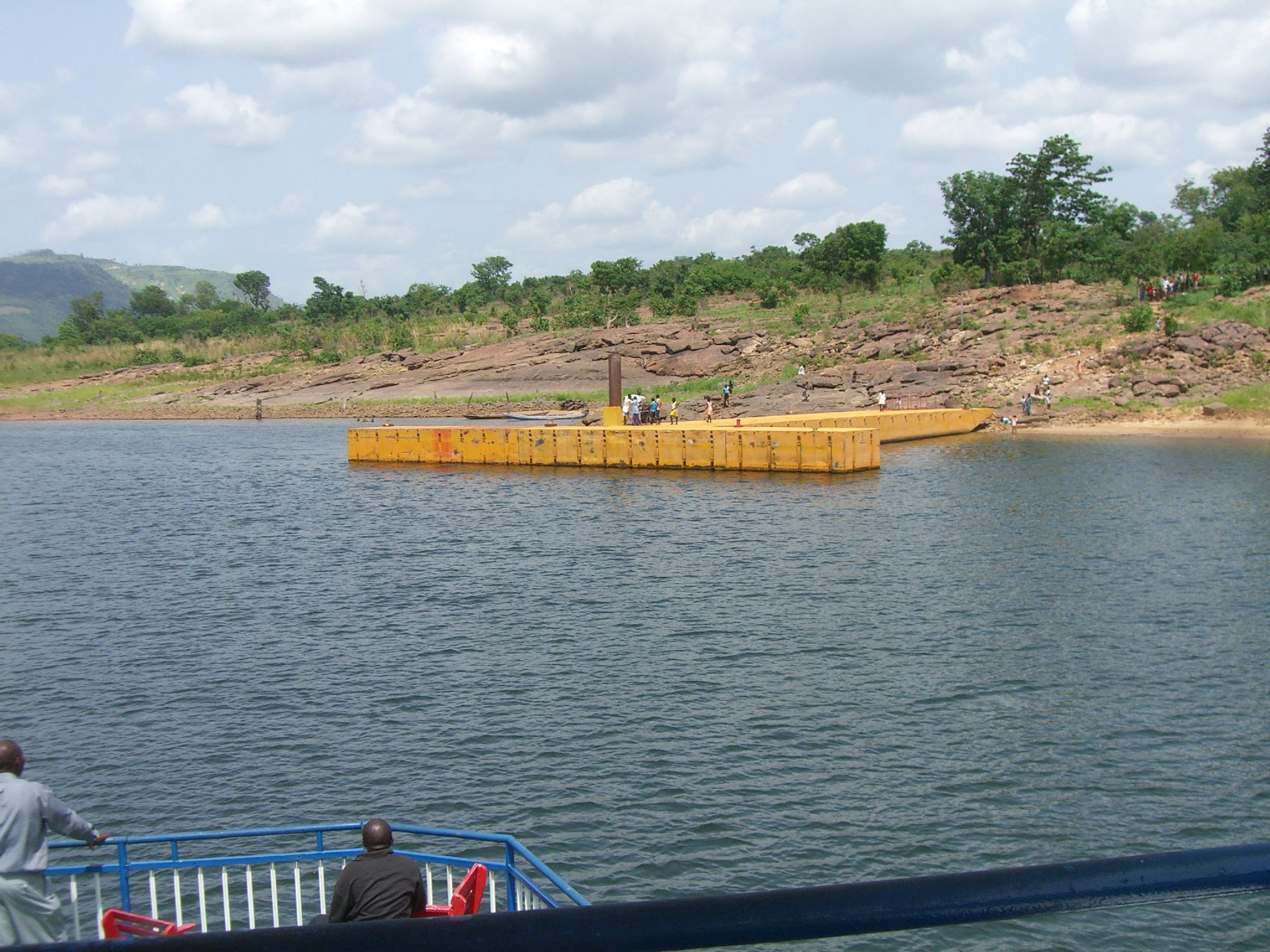
کوتاه‌اسکله و کرانه جزیرهٔ دودی.
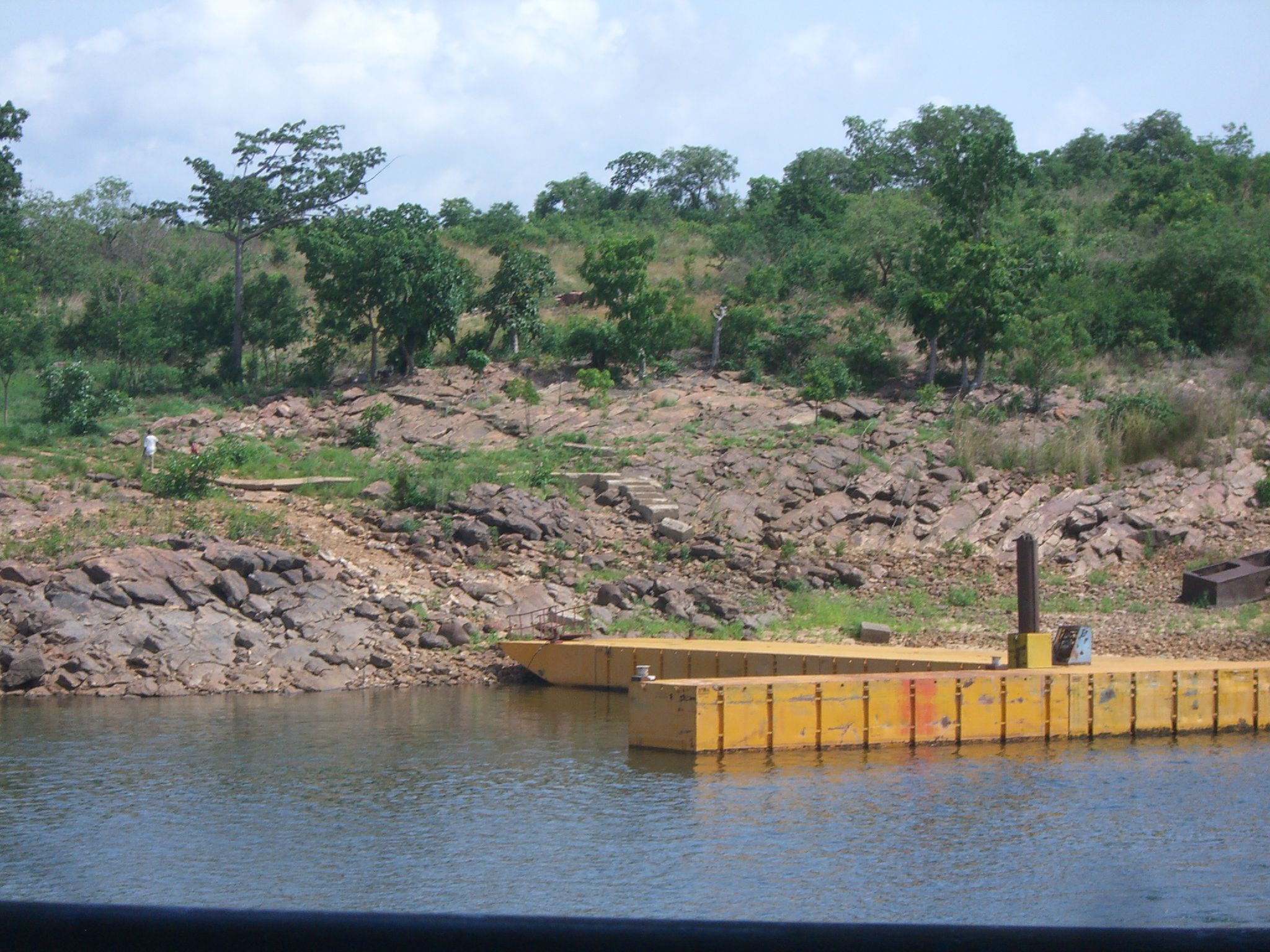
اسکله کشتی کروز جزیرهٔ دودی.